# Kościół św. Wacława w Grabiu
Kościół świętego Wacława w Grabiu – rzymskokatolicki kościół parafialny należący do parafii pod tym samym wezwaniem (dekanat Toruń IV diecezji toruńskiej).
Jest to świątynia wzniesiona z cegły w 1320 roku w stylu gotyckim. Przebudowa z 1587 roku nadała budowli cechy nowożytne, powstał wówczas okazały szczyt nad wejściem głównym, złożony z pasów belkowania, spływów wolutowych, podwójnych arkadowych blend i trójkątnego tympanonu. W XX wieku kościół został przebudowany według projektu Franciszka Niekrasza, został wzniesiony nowy korpus od strony południowej, a dotychczasowe prezbiterium zostało zamienione na kaplicę.